# Bagsværd Friskole
Bagsværd Friskole (tidligere Hanna-skolen) hører i kategorien "lilleskoler" og er en fri grundskole fra 0.-9.klasse med fokus på de musiske og kreative fag kombineret med høj faglighed, beliggende i Bagsværd.

## Bagsværd Friskole historie
I foråret 1957 havde Ellen og Kristian Friis et indlæg i Bagsværd Folkeblad som indledtes således: ”Vi er nogle unge forældre, som gennem længere tid har lagt planer om en ny børneskole.- Grunden er den, at vi synes, der må være mange forældre, der som vi selv, kunne ønske, at der fandtes en lille skole, hvor lærerne havde tid til at drage omsorg for de enkelte elever og skabe om dem en atmosfære af tryghed, venlighed og respekt for medmennesket; en skole, hvor man ikke blot hældte så mange kundskaber på børnenes hjerner, som muligt, men hvor man tillige lærte dem at omgås mennesker og at kende glæden i at søge det bedste hos medmennesket i stedet for dets fejl."
Ellen og Kristian tilhørte det trossamfund, som kaldes kvækerne og det var det livssyn, som inspirerede dem til at starte skolen: Troen på, at det gode kan vokse i et hvert menneske. Deres initiativ kom på et tidspunkt, hvor kommuneskolerne var utroligt overbelagte og de selv havde en søn, der skulle starte i skolen.
I august åbnede den første klasse med 6 elever. Fire personer blev involveret i undervisningen: En ældre lærerinde hver anden dag og Ellen de øvrige dage, inklusive lørdag. Derudover undervist Finn Reiff i sang og en afspændingspædagog i legemsøvelser. Undervisningen foregik i et lokale på første sal i den daværende Hanna-skole, en efterskole, som var et toårigt kursus for unge piger, startet i 1947 af Ellens mor. Lokalet blev benyttet af de store piger om eftermiddagen, så der blev lavet et bord som kunne justeres i højden. Derfor var seks små stole skolens første inventarkøb.
Skolepengene var 45 kr. om måneden. Forældre skulle selv betale for skolebøger og hæfter. En regnebog kostede 2,85 kr. – Til danskundervisningen var det Ole Bole ABC med tegninger af Storm P.
Det andet år havde skolen 20 elever i to klasser, som holdt til i det nu nedrevne flotte træhus ”Norske Hus”. I 1959 flyttede skolen ind i Ellens forældres villa på Bagsværdvej 254 (klubbens hus), da forældrene flyttede på Hareskovbo. I 1960 startede Hanna-skolen den første børnehaveklasse i Gladsaxe Kommune.
Det tredje år fik skolen sit første statstilskud: 13.000 kr. De første syv år passede Kristian administrationen om aftenen.
Selv om hver en krog i villaen blev udnyttet til klasselokaler (også loftet), blev det hurtigt for småt, og i 1963 og 64 anskaffede skolen fire pavilloner, som nu er revet ned, og erstattet af det nuværende indskolingshus. Derudover lånte skolen lokaler på Hareskovbo.
Gennem 1960'erne voksede skolen til 80-90 elever, som måtte slutte hos os efter 7.klasse. Da undervisningspligten blev udvidet til 9 år, ønskede skolen at udvide. Det blev dog først muligt i 1973, da efterskolen lukkede pga. manglende søgning. Skolen voksede støt og roligt og blev udvidet til også at tilbyde tiende klasse, og elevtallet kulminerede i begyndelsen af 1980'erne med 134 elever. I slutningen af 80'erne gennemførte forældrene en kæmpe ombygning af 2.salen i de stores hus. Slutningen af 80'erne var meget præget af de små årgange, og dermed et kraftigt dalende elevtal. Elevtallet var på det tidspunkt under 90. Derfra er skolen igen vokset og skolen har nu nærmest fordoblet sit elevtal. Derfor var det nødvendigt at skabe plads til de mange nye elever.
I 1987 gik Ellen og Kristian på pension. På det tidspunkt blev skolens værdigrundlag og målsætning taget op til revision. Der blev i den nye formulering lagt vægt på de musiske elementer. Musikken og formningen skulle fremover være bærende elementer for barnets alsidige udvikling. Men de bærende humanistiske mål for skolen blev bevaret og udbygget.
I 1998 indviede skolen det nye indskolingshus, som også huser skolens musiklokale. I 2002 købte Bagsværd Friskole villaen Skovalléen nr. 4. Efter større ombygning og tilbygning er det i dag blevet overbygningshus, der huser 7., 8. og 9. kl.
Det grå hus rummer nu kun mellemtrinnet (4., 5. og 6. kl.), et nyt naturfagslokale (indviet 2007), skolekøkken, bibliotek, lærerværelse, administration og kontor til psykolog, sundhedsplejerske mm.
Skolen satser i 2024 på at have omkring 22 elever per klassetrin, svarende til omkring 240 elever i alt.

## Eksterne links
http://www.bagsvardfriskole.dk